# Archéologie médiévale

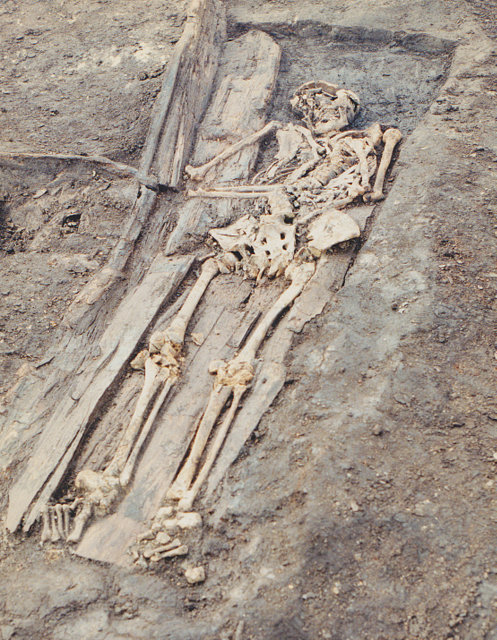
Squelette dans une tombe médiévale fouillée aux Pays-Bas.

Pour la revue française, voir Archéologie médiévale (revue).
L'archéologie médiévale est une spécialité de l'archéologie consacrée à la recherche et à l'étude de tout ce qui se rapporte au Moyen Âge.

## Historique
L'archéologie médiévale est une jeune discipline. On pourrait faire remonter sa naissance en France au XIXe siècle, au moment où les œuvres littéraires du courant romantique ont remis au goût du jour les ruines gothiques longtemps reléguées. En 1834, Arcisse de Caumont fondait la Société française pour la conservation et la description des monuments qui avait pour but l'inventaire des monuments d'intérêt historique. À la même époque, Prosper Mérimée était nommé Inspecteur général des Monuments historiques et Eugène Viollet-le-Duc réalisait les restaurations de grands monuments d'architecture religieuse ou fortifiée, tels que la cathédrale Notre-Dame de Paris, la Basilique Saint-Denis ou encore la cité de Carcassonne. Pourtant il s'agissait avant tout d'une archéologie monumentale bien plus proche de l'histoire de l'art et de l'architecture que de la fouille archéologique.
L'archéologie des périodes médiévales n'a réellement connu un regain d'intérêt qu'à partir des années 1960 et 1970, au moment où les historiens médiévistes se sont intéressés de plus près aux vestiges archéologiques, en parallèle aux grands travaux de réaménagement des centres-villes, la destruction des vestiges anciens provoquant la mise en place de grandes fouilles archéologiques urbaines. C'est dans le dernier quart du XXe siècle que les bases de l'archéologie médiévale sont posées par Michel de Boüard, Gabrielle Démians d'Archimbaud et Jean-Marie Pesez, aujourd'hui considérés comme les refondateurs de la discipline, dans le cadre de recherches sur les résidences castrales et les villages désertés. Plusieurs revues académiques sont créées à cette époque : Archéologie médiévale en 1971 et Archéologie du Midi médiéval en 1983. Cependant, ce n'est qu'à partir des années 2000 que l'archéologie médiévale s'émancipe de l'histoire médiévale, en affirmant poser des questionnements et pouvoir y apporter des réponses qui lui sont propres. SI l'autonomie de l'archéologie médiévale est reconnue, les moyens et le personnel universitaire semblent encore insuffisants.  

## État de la pratique
En France, l'archéologie médiévale est aujourd'hui en bonne part, à côté des périodes antique et protohistorique, dans les fouilles réalisées dans le cadre de l'archéologie préventive, tant dans les villes que dans les campagnes. L'archéologie médiévale est également enseignée dans de nombreuses universités françaises (pour les niveaux de Licence, de Master et même de Doctorat dans certains établissements qui disposent d'une véritable chaire d'archéologie médiévale).
À la différence des périodes plus anciennes de l'Histoire de France (Protohistoire et Antiquité romaine), l'archéologie médiévale s'appuie fréquemment sur l'étude paléographique des sources archivistiques et l'analyse des documents planimétriques médiévaux et modernes, par la méthode régressive. Cette approche a permis le développement ces dernières années de l'archéogéographie, mettant en évidence le phénomène de résilience des formes anciennes (routes, parcellaire, etc.) dans le paysage actuel. 
L'archéologie médiévale s'intéresse également aux vestiges conservés au-dessus du sol et en lien avec la construction des édifices, on parle alors d'archéologie du bâti. Ainsi, à la recherche du bâti disparu s'ajoute l'étude du bâti existant qui révèle parfois des éléments inédits (enduits anciens, peintures murales, vestiges cachés, etc.) des édifices existants, permettant de mieux les comprendre sur un plan historique, architectural, religieux ou sociétal.

## Une archéologie post-médiévale?
Par extension et faute de mieux, les archéologues médiévistes ont pendant longtemps eu la charge d'étudier les vestiges archéologiques postérieurs au Moyen Âge (on a même pendant un temps parlé d'archéologie "post-médiévale"), avant que l'archéologie moderne et l'archéologie contemporaine ne se développent et qu'elles soient aujourd'hui considérées comme disciplines à part entière et dotées de spécialistes,.